# Miðvágs kirkja
Miðvágs kirkja er en kirke i bygden Miðvágur på øen Vágar på det vestlige Færøerne. Grundstenen til kirken blev lagt i 1948 og indviet den 28. marts 1952. Kirken har 400 siddepladser.
Den afløste en tidligere kirke, hvis omrids kan ses på den nærliggende kirkegård. Den gamle kirke var opført i midten af 1830'erne. Den nuværende kirke er opført under ledelse af Heini Joensen fra Miðvágur som også har tegnet den. Den består af et hvidkalket skib, med et halvrundt sakristi, samt et tårn med spir i vest. Kirken har skifertag, mens spiret på tårnet er kobbertækket. På langsiderne er der syv rundbuede vinduer på hver side, mens der i det høje grå fundament er fem mindre vinduer på sydsiden. På vestsiden af tårnet sidder der over indgangsdøren fem små rundebuede vinduer (2+2+1) i en svag blænding. Nederst er tårnet, op til de nederste vinduer, mod nord/syd bredere. I kirkens sydvestlige hjørne er der opført en kanap med kobbertag, der fungerer som trapperum ned til kælderen.

I forkirken står en montre med en model af en trawler "Nyggjaberg" som forliste 7 marts 1942. 21 liv gik tabt, heraf 16 mænd fra Midvágur.
Kirken har tøndehvælv, der sidder på smalle sidelofter. Indvendigt er kirken hvidmalet, dog har stolestaderne en gråligere tone.
Den gamle altertavle, "Korsfæstelsen" er en kopi efter Caracci lavet af Eleonor Lützow i 1842 hænger nu i kapellet i kælderen.
Den nye altertavle viser også korsfæstelsen og er malet af Torbjørn Olsen og blev sat op i april år 2000.
Lysestager og nogle møbler af træ er en gave fra England, der havde stærke relationer til Miðvagur under
2. verdenskrig på Færøerne.
Prædikestolen er ottekantet, hvidmalet med panelfelter i mørkeblå med gyldne symboler.
Døbefonten er fra den tidligere kirke, og bærer et tysk fad.
Kirkeklokken er fra den gamle kirke er uden årstal og har indskriften: "Jeg synger Guds pris og trøster menneskebørnene". Den er støbt i København hos B. Løw & Søn og har et tværmål på 50,5 cm. En ny klokke fra 2006, er støbt i Norge hos Olsen-Nauen Klokkestøperi. Den vejer 400 kg.